# Syzygium klampok
Syzygium klampok är en myrtenväxtart som först beskrevs av Friedrich Anton Wilhelm Miquel, och fick sitt nu gällande namn av Gerda Jane Hillegonda Amshoff. Syzygium klampok ingår i släktet Syzygium och familjen myrtenväxter. Inga underarter finns listade i Catalogue of Life.